# Ali Qapu-palatset
Ali Qapu-palatset är ett stort palats i Esfahan, i Iran. Det ligger på den västra sidan av Naqsh-e Jahan-torget, mitt emot Schejk Lutfullahs moské. Det har sex våningar och är 48 meter högt. 
Namnet Ali Qapu kommer från arabiska ali, "majestätisk eller stor", och turkiska Qapu, "portal". Det gavs till detta palats eftersom det låg precis vid ingången till de safavidiska palatsen som sträckte sig från Naqsh-e Jahan-torget till Chahār Bāgh-boulevarden. Byggnaden uppfördes av Abbas den store på 1600-talet.